# Daniel K. Ludwig
Daniel Keith Ludwig (24 de junio de 1897-27 de agosto de 1992) fue un magnate de la industria naviera de Estados Unidos, un empresario emprendedor con numerosas compañías, y multimillonario. Fue pionero de la construcción de superpetroleros en los años inmediatos de la posguerra en Japón, fundó la Exportadora de Sal, SA en México y la llevó a ser la compañía de sal más grande en el mundo, construyó una comunidad modelo asociada a su enorme proyecto Jari en el Río Amazonas en Brasil para producir papel a base de pulpa de árboles, y tuvo hoteles numerosos alrededor del mundo.
No obstante haber sido uno  de los hombres más ricos en su día, con operaciones que abarcaban 23 países, fue una figura poco conocida. Durante toda su vida empresarial, mantuvo un perfil reservado;  dejó de hablarle a la prensa en la década de los años 1950. Ludwig apareció primero en la primera lista Forbes de los "400 americanos más Ricos", publicada en 1982.